# Branden Carlson
Branden Carlson (South Jordan, 14 giugno 1999) è un cestista statunitense di ruolo centro.

## Biografia
Nato e cresciuto a South Jordan, Carlson ha frequentato la Bingham High School.

## Carriera
Dopo aver ricevuto offerte da vari college tra cui UCLA, Stanford e BYU, Carlson sceglie di iscriversi all'Università dello Utah, dove nel suo ultimo anno con gli Utes, ha una media di 17,0 punti, 6,6 rimbalzi, 1,6 assist e 1,5 stoppate a partita, diventando inoltre il migliore stoppatore della storia dell'Università dello Utah con 241 stoppate.
Rimane undrafted al draft NBA 2024 ma viene firmato poco dopo dai Toronto Raptors con un two-way contract. Viene rilasciato dalla franchigia senza avere mai giocato una partita ufficiale qualche mese più tardi.
Nel novembre del 2024, Carlson firma con gli Oklahoma City Thunder.

## Statistiche

### College
| Anno      | Squadra   | PG  | PT  | MP   | TC%  | 3P%  | TL%  | RP  | AP  | PRP | SP  | PP   |
| --------- | --------- | --- | --- | ---- | ---- | ---- | ---- | --- | --- | --- | --- | ---- |
| 2019-2020 | Utah Utes | 30  | 29  | 20,9 | 54,9 | 23,1 | 62,2 | 3,9 | 0,8 | 0,3 | 1,4 | 7,0  |
| 2020-2021 | Utah Utes | 25  | 21  | 23,4 | 55,1 | 50,0 | 60,9 | 4,6 | 0,7 | 0,2 | 1,7 | 9,4  |
| 2021-2022 | Utah Utes | 24  | 23  | 26,0 | 51,0 | 30,9 | 81,8 | 6,0 | 1,1 | 0,3 | 1,6 | 13,6 |
| 2022-2023 | Utah Utes | 31  | 31  | 29,1 | 49,5 | 33,1 | 77,4 | 7,5 | 1,5 | 0,3 | 2,0 | 16,3 |
| 2023-2024 | Utah Utes | 36  | 36  | 29,6 | 50,1 | 37,9 | 71,4 | 6,6 | 1,6 | 0,4 | 1,5 | 17,0 |
| Carriera  | Carriera  | 146 | 140 | 26,1 | 51,3 | 35,4 | 72,8 | 5,8 | 1,2 | 0,3 | 1,7 | 12,9 |

### NBA

#### Regular Season
| Anno       | Squadra          | PG | PT | MP  | TC%  | 3P%  | TL%  | RP  | AP  | PRP | SP  | PP  |
| ---------- | ---------------- | -- | -- | --- | ---- | ---- | ---- | --- | --- | --- | --- | --- |
| 2024-2025† | Oklahoma Thunder | 32 | 0  | 7,7 | 44,3 | 33,3 | 77,8 | 1,7 | 0,4 | 0,2 | 0,7 | 3,8 |
| Carriera   | Carriera         | 32 | 0  | 7,7 | 44,3 | 33,3 | 77,8 | 1,7 | 0,4 | 0,2 | 0,7 | 3,8 |

### G League
| Anno      | Squadra       | PG | PT | MP   | TC%  | 3P%  | TL%  | RP  | AP  | PRP | SP  | PP   |
| --------- | ------------- | -- | -- | ---- | ---- | ---- | ---- | --- | --- | --- | --- | ---- |
| 2024-2025 | Raptors 905   | 3  | 3  | 31,6 | 51,5 | 42,9 | 40,0 | 8,7 | 3,0 | 0,3 | 1,7 | 14,3 |
| 2024-2025 | Oklahoma Blue | 10 | 10 | 28,2 | 48,8 | 35,3 | 92,3 | 8,4 | 2,2 | 0,6 | 2,5 | 17,4 |
| Carriera  | Carriera      | 13 | 13 | 29,0 | 49,4 | 36,6 | 77,8 | 8,5 | 2,4 | 0,5 | 2,3 | 16,7 |

## Palmarès
- Campionato NBA: 1

Oklahoma City Thunder: 2025